# Saxifraga brunneopunctata
Saxifraga brunneopunctata är en stenbräckeväxtart som beskrevs av H. Sm.. Saxifraga brunneopunctata ingår i Bräckesläktet som ingår i familjen stenbräckeväxter. Inga underarter finns listade i Catalogue of Life.